# 中村俊明
中村 俊明（なかむら としあき、1948年12月8日 - ）は、神奈川県出身のプロゴルファー。

## 来歴
横浜市立桜丘高等学校出身。
10歳からゴルフを始め、1978年にプロ入りする。
1982年の札幌オープンでは高井吉春・佐藤正一と68で並んで優勝を分け合い、1985年には同大会2勝目を挙げ、1983年には道東オープンで優勝。
1982年の関東プロでは初日を68で鷹巣南雄・羽川豊・中嶋常幸と並んで首位川波通幸と1打差2位タイでスタートし、2日目には川波・森憲二と並んでの5位タイに着けた。全日空札幌オープンでは初日を牧野裕・泉川ピート・倉本昌弘・安田春雄・尾崎将司・青木基正・海老原清治・草壁政治と並んでの6位タイでスタートした。
1983年の北海道オープンでは初日を高橋勝成と並んでの首位タイでスタートしたが、2日目・最終日と共に2位 に終わった。
1990年の北海道オープンでは高橋勝・高橋完・高見和宏・上原宏一に次ぐ5位タイに入り、1991年の同大会を最後にレギュラーツアーから引退。
現在はPGA北海道プロゴルフ会会員。

## 主な優勝
- 1982年 - 札幌オープン
- 1983年 - 道東オープン
- 1985年 - 札幌オープン